# Історія Киргизстану
Киргизстан ― країна, яка одночасно належить до стародавніх землеробських цивілізацій Середньої Азії (Ферганська долина) та до країн Великого Степу. Її територію давно заселили люди, а потім тут часто змінювались різні національні та державні утворення, допоки вона стала землею киргизів.

## Рання історія
Кам'яні знаряддя праці, знайдені археологами на території сучасного Киргизстану, засвідчують присутність людини вже 200—300 тисяч років тому. Сліди неандертальців були знайдені близько гори Боз-Бармак (в районі озера Іссик-Куль) археологом М. Б. Юнусалієвим. Приблизно 5—10 тисяч років тому на берегах Іссик-Куля з'явились мезолітичні мисливці, які розмалювали стіни печери Ак-Чункур червоною охрою, зображуючи сцени полювання і танців. Перші згадки про розвинену культуру населення, яке тут проживало, можна знайти в китайських хроніках починаючи з 2000 року до н. е.

## Стародавня історія та середньовіччя
Західні частини території Киргизстану входили до складу історичної області Согдіани, населеної осілими іранськими племенами, близькими до таджиків. Антропологічно вони належали до паміро-ферганської раси та сповідували зороастризм. На півночі кочували саки. На початку нашої ери на територію Киргизстану зі сходу із Синьцзяну мігрували усуні, яких пізніше змінили ефталіти, а потім — перси-Сасаніди.

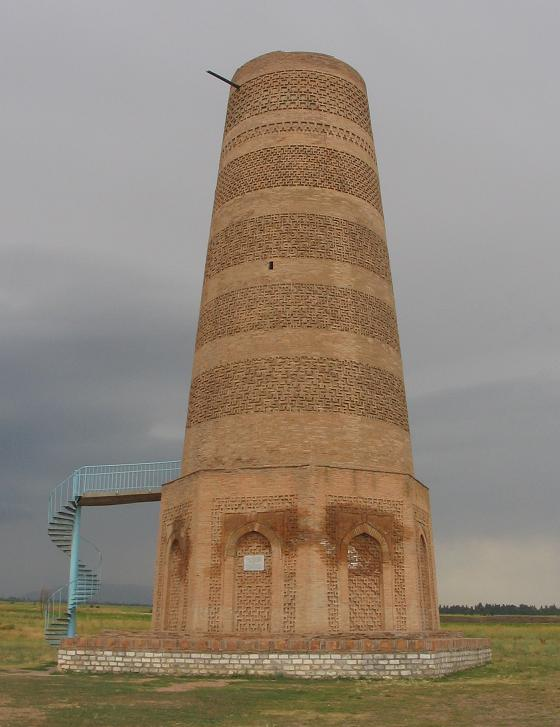
Вежа Бурана в Баласагуні. XI ст.

В ранньому середньовіччі на територію сучасного Киргизстану проникають тюрки. В VII столітті, територія Киргизстану увійшла до Західно-Тюркського каганату, а у VIII столітті — до Карлуцького каганату. У XII столітті міста Узген (найстаріше місто на території Киргизстану) та Баласагун стають центрами протоузбецької держави Караханідів, якому на зміну приходить Каракитайське ханство.

### Чагатайський улус

Дирхам карбований в Оші. 1288 (687 р. Г.). Хани Дува та Хайду

У XIII столітті землі Киргизстану були завойовані та спустошені монголами та увійшли до Чагатайського улусу, з якого в 1347 році виокремився напівкочовий Могулістан, де гегемонія належала дулатам. Через територію країни проходив відрізок Великого шовкового шляху. В часи пізнього середньовіччя увійшов до складу Кокандського ханства.
Що стосується киргизів як етносу, який в цей час проживав на північ від території сучасного Киргизстану, в Південному Сибіру, вони також не уникли монгольського завоювання. 1207 року киргизькі племена від Єнісею до Байкалу присягнули на вірність Чингізхану. Син Чингісхана Джучі також переміг киргизькі племена в регіоні річки Єнісей. Тільки у 1510 році киргизам вдалося відновити незалежність.

## Киргизи

### Поява киргизів в Західному Тянь-Шані

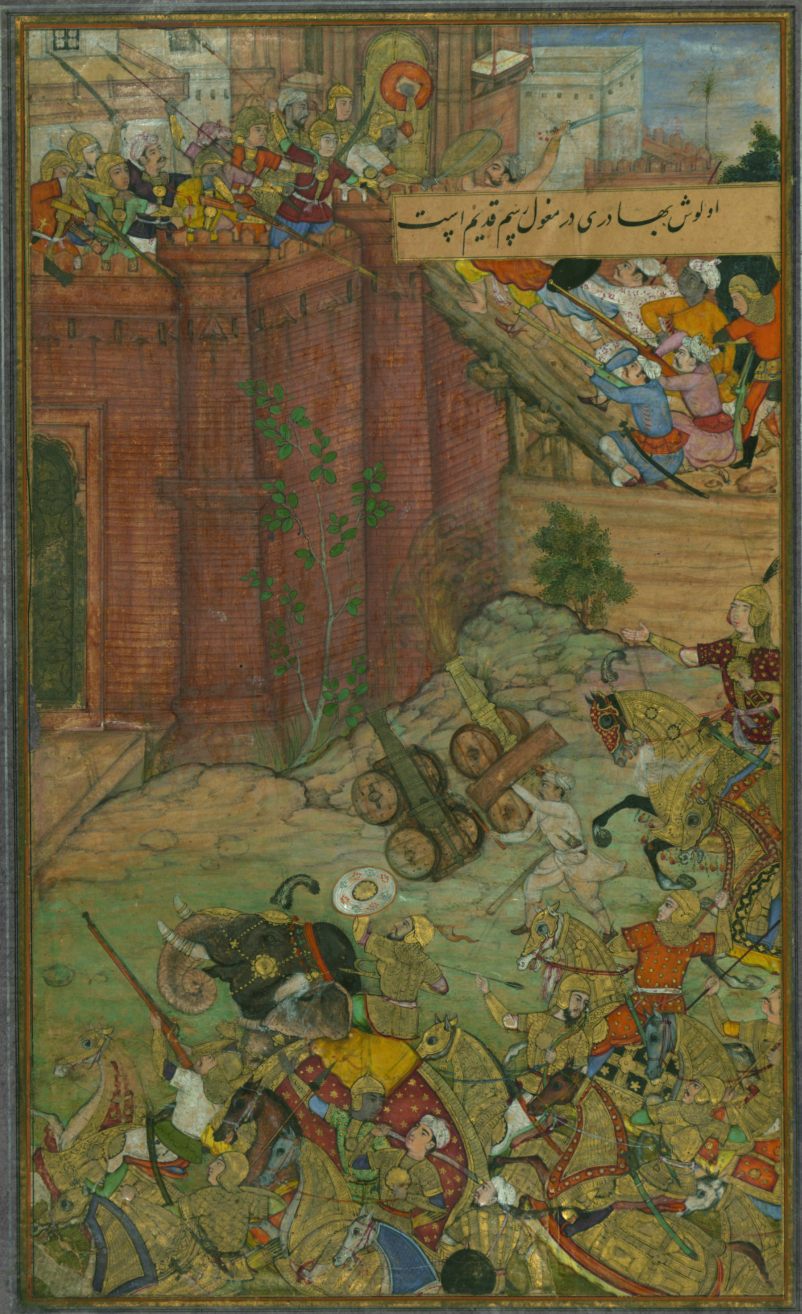
Облога і битва при Ісфарі. Бабур та його армія вчинюють напад на фортецю Ібрагіма Сару

У 1510—1685 роках киргизькі племена були у складі Казахського ханства, наприкінці XVII століття були захоплені джунгарами, в середині XVIII століття китайської імперією Цін, а на початку XIX століття у складі Кокандського ханства.

## Російська окупація

### Початок завоювання земель Середньої Азії

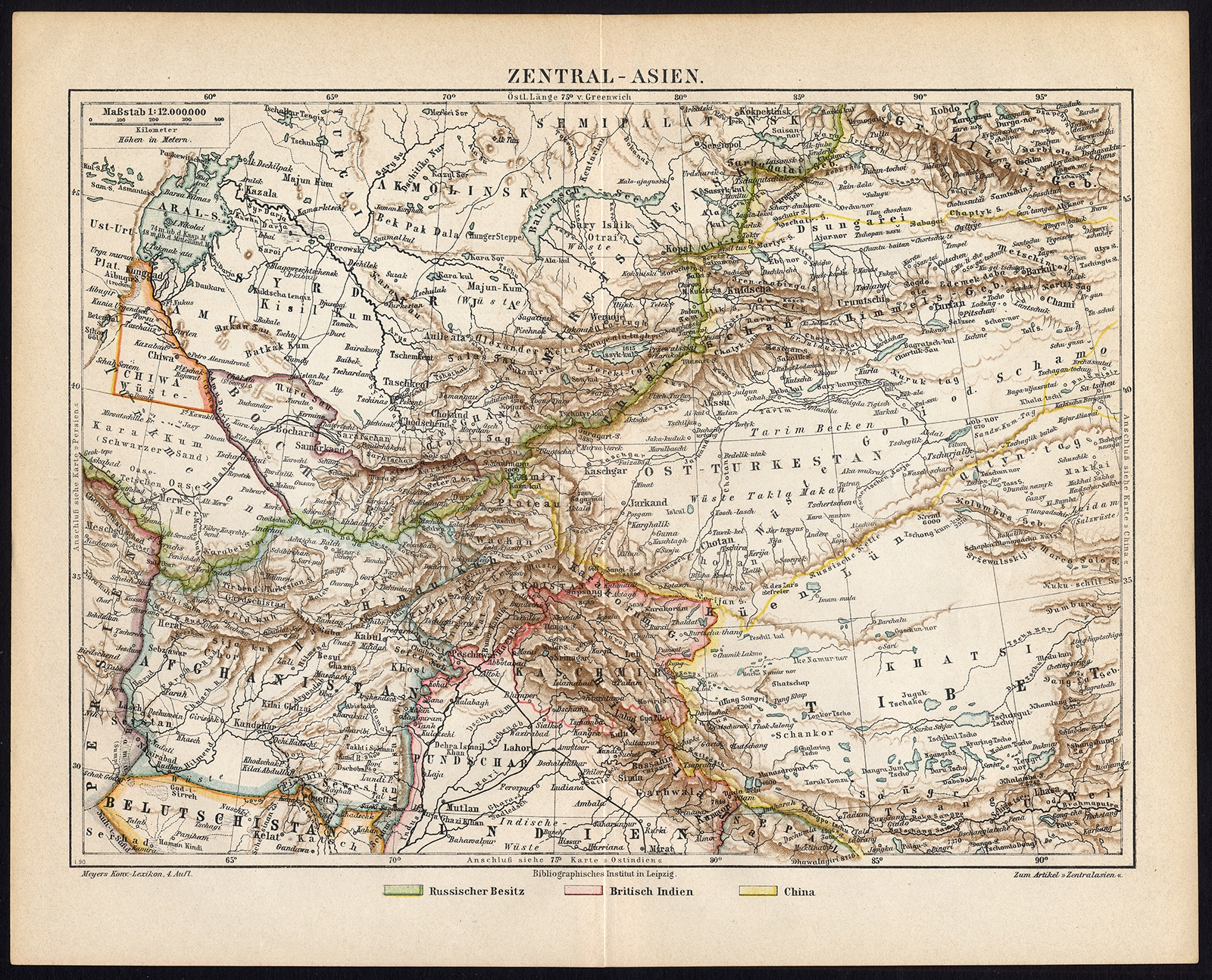
Мапа російських завоювань в Середній Азії. 1885—1890 рр.

На початку XIX століття чинячи опір владі кокандських ханів, киргизькі племена змушені були приймали російське підданство і використовуватися Російською імперією під час експансії у Середній Азії. У 1855–1863 територія Північного Киргизстану була відвойована у Кокандського ханства загонами полковника Черняєва і увійшла до складу Російської імперії. На киргизьких землях був заснований в форпост Пржевальськ. Південний Киргизстан (разом з Ферганою та північним Таджикистаном) після розгрому Кокандського ханства в 1876 році була включена до складу Російської імперії як Семиріченська область (адміністративний центр — місто Вірний (місто)). У Росії щоб розрізняли казахів від киргизів надали першим назву киргиз-кайзак, другим кара-киргиз, які продовжували займатися кочовим скотарством на відміну від місцевих сартів.

### У складі Семиріченської губернії

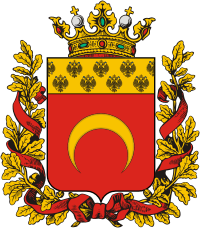
Герб Семиріченської губернії

У 1910 році на території Киргизстану були відкриті перші шахти і почався промисловий видобуток кам'яного вугілля (Кек-Жангак). На роботи у шахтах відправлялися з імперії політичні в'язні, які були помічені у революційних соціал-демократичних рухах та мали антиімперські поглядах.
До початку XX століття виступи проти російської влади були не масовими та неорганізованими, легко придушувались військовими. Невеликі групи киргизів зрідка емігрували до прикордонних Паміру чи Афганістану. Однак під час Першої світової війни російський уряд оголосив про мобілізацію населення в основному на копання окопів. У результаті 10 серпня 1916 спалахнуло повстання, що охопило кочовища як киргизів, так і казахів. перейшов на російських поселенців, серед яких загинуло бл. 2000 чоловік. Повстання було жорстоко придушене царською владою, що спричинило втечу киргизів до прикордонного Китаю, в провінцію Сіньцзян.
Революції події в Петрограді в 1917 році неоднозначно сприйнялися місцевим населенням а також поселенцями-в'язнями. «Феодальна верхівка» киргизьких племен підтримала революцію. Тоді як осілі російські поселенці-селяни отримали статус «куркулів» і повстали проти політики продрозкладки більшовицького уряду. Біловодський заколот, названий у радянських джерелах як «білогвардійський есеро-куркульський», виник завдяки погіршенню економічних умов Пішпекського повіту та Біловодської волості, викликаних продрозкладкою, що проводилася місцевими органами радянської влади, політичною боротьбою між партіями більшовиків і лівих есерів також загальною військово-політичною обстановкою, що склалася в Туркестані в останні часи. Повстання було придушене, а територія сучасного Киргизстану була включена до складу Радянського Туркестану, адміністративним центром якого став Ташкент. 

## Радянська влада. У складі СРСР

### 1917—1920

Мапа радянської Середньої Азії в 1922 році, із зазначенням розташуванням Туркестанської АРСР (коричневий колір).

В ніч з 27 на 28 жовтня 1917 року за наказом Коровиченко юнкери та козами на декількох броньовиків захопили «Дім Свободи» в Ташкенті, де в той момент у приміщення крайової ради відбувалося засідання Ради робітників і комітетів військового командування. У «Будинку Свободи» було заарештовано 5 членів із виконавчого комітету, а в Крайовій раді були заарештовані голова Крайової ради доктор Успенський та член Крайової ради Казаков. Всі заарештовані були поміщені у карцер, де раніше утримувалися заарештовані члени Виконавчого комітету. У цю ж ніч були роззброєні солдати 2-го Сибірського полку, але спроба роззброїти також 1-й полк закінчилася невдачею. Після цих подій до солдатів 1-го полку приєдналися робітники залізничних майстерень, яким надали зброю. Весь день 30 жовтня йшли бої. Туркестанський комітет Тимчасового уряду, бачачи, що революційні сили зростають, в ніч на 31 жовтня організував перемовини з революційним штабом про перемир'я. Від Тимчасового уряду переговори вели Доррер і священик Андрій. Але переговори закінчилися безрезультатно. До 5 години ранку 31 жовтня були з боєм взяті опорні пункти урядових військ — реальне училище, духовна семінарія та гімназія. Повсталі зайняли поштамт, телеграф, банк, суспільні та громадські установи. Революційні загони повели наступ на Білий дім, де знаходився комітет тимчасового уряду. Білий дім був узятий. Розбиті частини Коровиченко відступили до військової фортеці. До вечора 31 жовтня усе місто було зайняте повсталими військовими та робітниками. До 9 години ранку 1 листопада революційні загони з трьох боків оточили військову фортецю, в якій перебувало бл. 350 осіб. Зрештою, юнкера, що чинили опір, здалися і були відправлені під арешт в казарми 2-го полку.
Туркестанська Автономна Радянська Соціалістична Республіка була утворена 30 квітня 1918 року на 5-му Всетуркестанському з'їзді Рад.
Навесні 1918 року в ТАРСР було націоналізовано провідні галузі промисловості, банки, залізниці.
У червні цього ж (1918) року відбулося організаційне оформлення Комуністичної партії Туркестану як частини РКП(б).
Практично весь період існування ТАРС позначений невпинною боротьбою за владу на її землях. Так, уже влітку 1918 року республіка виявилась відрізаною кільцем фронтів від РРФСР. Терміново була створена Червона Армія Туркестану, якою фактично заправляли російські зайди.
Лише у вересні 1919 року війська Туркестанського фронту (командувач М. В. Фрунзе, член Реввійськради В. В. Куйбишев) спромоглися прорвати оточення й відновити зв'язки ТАРСР із Росією. Але й упродовж наступних років тривали розправи із басмацтвом та баями.
12-19 червня 1920 року виникло збройне повстання проти радянської влади у гарнізоні міста Вірний (бл. 5 тис. Чол.), переважна більшість якого складалася з місцевих семиріченських селян. Причиною повстання став наказ командування Туркестанського фронту вирушати з міста до Фергани для боротьби з басмачами. Також серед військових виникло незадоволення створеною хлібної монополією, якою керували вищі посадові особи. 12 червня 27-й батальйон полку відмовився виконувати наказ командирів. Бунтівники зайняли фортецю і створили так званий Бойовий ревком (на чолі з начальником місцевої міліції Чеусова Г.), всі командири червоноармійських частин були усунуті від повноважень. Голова Військового ради 3-ї Туркестанської стрілецької дивізії Фурманов Д. А. та начальник дивізії Бєлов І. П. вступили в переговори з повстанцями. В результаті досягнутого компромісу до складу Тимчасового уряду і Семиріченського обласного ТРК були включені представники, обрані бунтівними частинами на загальному мітингу 15 червня. Все ж і після перемовин бунтівний батальйон не виконав наказу. Фурманов і Бєлов таємно покинули місто, після чого за їхнім наказом для придушення повстання був направлений 40-й кавказький полк, який розбив війська повсталих а решта змушена була капітулювати. Керівників повстання було розстріляно, військові отримали різні терміни ув'язнення, а поміж селянами було проведено «роз'яснювальні бесіди».
.

### 1920—1936
У серпні 1920 з населених киргиз-кайсаками (так тоді називали казахів) Уральської, Тургайської і Семипалатинської областей, північної частини Закаспійської області (Адаївський повіт), Букеївської губернії та південної частини, що залишилася Оренбурзької губернії була утворена нова автономія у складі РРФСР — Киргизька АРСР зі столицею в Оренбурзі.
Постановою ВЦВК від 17 січня 1921 з Омської губернії були передані Акмолинський, Атбасарський, Кокчетавський і Петропавлівський повіти, які утворили нову Акмолинську губернію.
Постановою ВЦВК від 10 червня 1921 встановлена межа між автономною Киргизькою РСР і Сибіром по Омському повіту Омської губернії (станція Ісількуль залишена на території Киргизької АРСР). Лінія межі пройшла східніше станції Ісількуль по кордону з Петропавлівським повітом, далі, на північ озер Кичи-Карой, Улькун-Карой, урочища Кара-Терек, дотримуючись південних кордонів російських волостей і виходячи на станицю Черлаковську на Іртиші (що залишається в Киргизькій АРСР), причому російські волості Оріхівська, Добровольська, Моїсеївська, Русько-Полянська, Ново-Санжаровська, Черноусовська, Степанівська, Котельниківська включені до складу Киргизької АРСР.
1 жовтня 1921 15 волостей Омського повіту Омської губернії були передані в Киргизьку АРСР.
У 1924 до складу увійшли північні частини Джетисуйської, Сирдар'їнської і Самаркандської областей, на території яких утворені Джетисуйська і Сирдар'їнська губернії.
У лютому 1925 в південній частині Приаралля у складі Киргизької АРСР була утворена Кара-Калпацька АО.
У квітні 1925 Киргизька АРСР була перейменована в Казакську АРСР, була перенесена столиця із Оренбурга в Кзил-Орду, а Оренбурзька губернія в липні 1925 була виділена зі складу Киргизької АРСР і передана у безпосереднє підпорядкування РРФСР.
Кара-Киргизька АО у складі РРФСР (14 жовтня 1924), в травні 1925 перейменована в Киргизьку АО (адміністративно-територіальна одиниця РРФСР), у лютому 1926 перетворена в Киргизьку АРСР.

### 1936—1991

Прапор КРСР

Герб КРСР

Киргизька Радянська Соціалістична Республіка проіснувала у складі радянського союзу до проголошення незалежності у 1991 році. Зі союзних республік Киргизька РСР була сьомою за площею. Площа — 198,5 тис. км². Столиця — м. Фрунзе (нині Бішкек).

## Незалежний Киргизстан

Національна емблема незалежної республіки

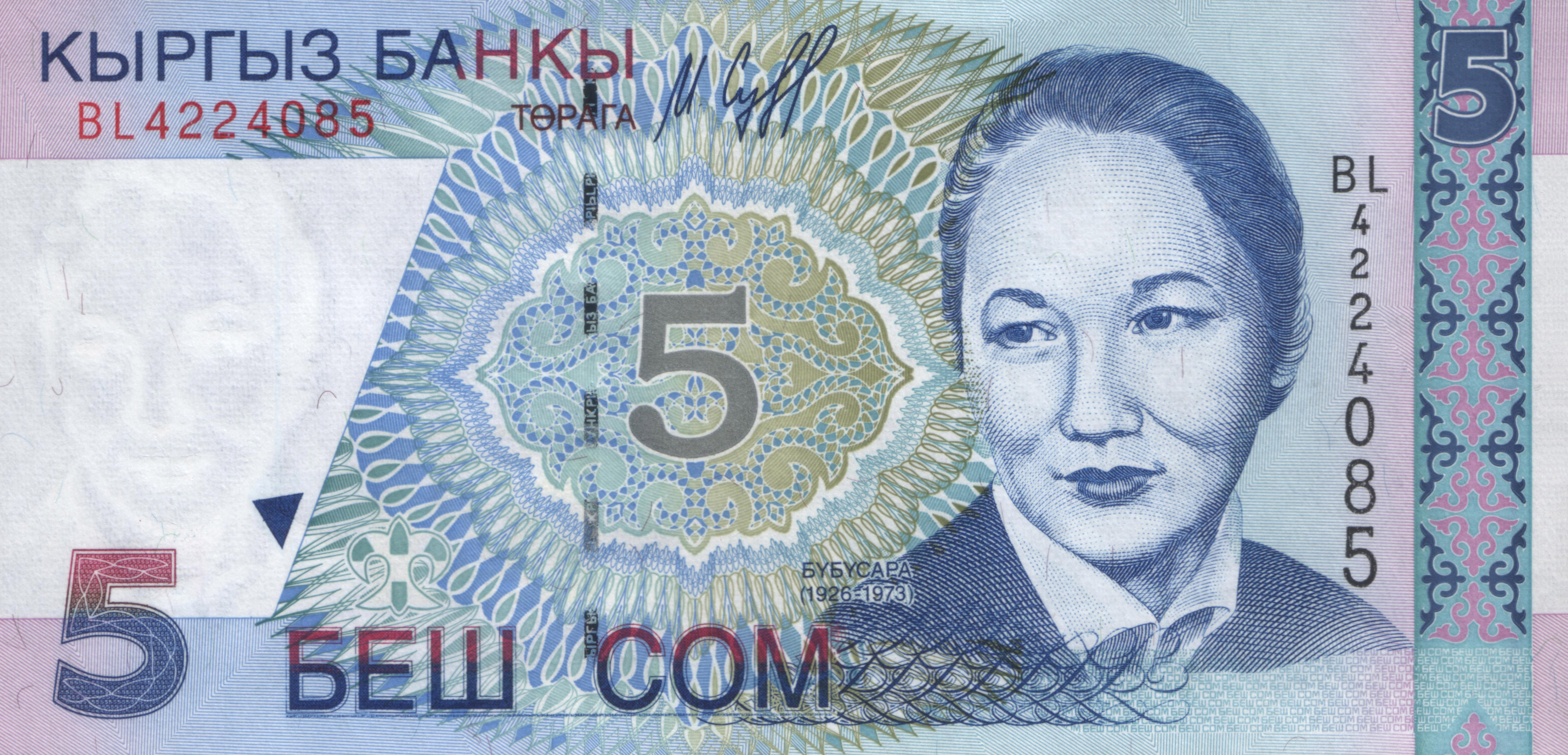
Валюта сучасного Киргизстану

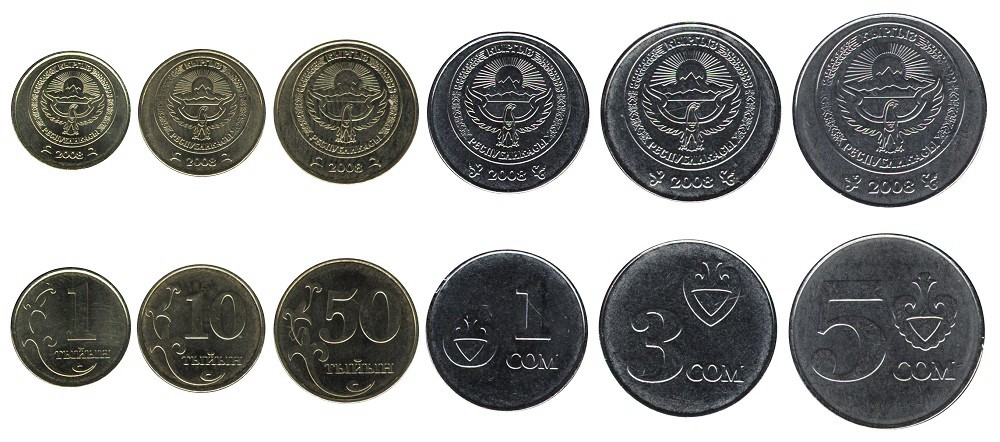
Обігові монети Киргизстану

На хвилі кризових явищ в СРСР, кульмінацією яких стала поразка ГКЧП, Верховна Рада Киргизстану проголосила 31 серпня 1991 суверенітет республіки. Через два роки 5 травня 1993 була прийнята перша Конституція Киргизької Республіки, яка закріплювала президентську форму правління. Подібно Росії, Киргизстан пережив етап конфронтації між президентом і прокомуністичним парламентом. У 1993 країну потряс перший корупційний скандал, пов'язаний з ім'ям прем'єр-міністра Турсунбека Чингишева, в результаті чого новим головою уряду став представник старої партноменклатури Апас Джумагулов (у 1993–98). 10 травня 1993 в Киргизстані була введена власна національна валюта — сом . Чергова урядова криза спровокувала реформу 1994 року, внаслідок якого парламент став двопалатним. Тим часом, країна перетворювалася у велику перевалочну базу експорту афганських наркотиків. Ключовим центром киргизької наркоторгівлі стало місто Ош, де проживала значне узбецька меншість.
На рубежі тисячоліть республіка мимоволі була залучена в боротьбу проти тероризму, яка була передбачена геополітичної нестабільністю у південних рубежів. У 1999 році Киргизстан сколихнули Баткенські події, коли бойовики Ісламського руху Узбекистану спробували прорватися з Таджикистану через територію Киргизстану в Узбекистан. У 2001 році в Киргизстані була розміщена американська авіабаза Манас. Першим симптомом кризи стали Аксійські події 2002 року. Потім мала місцеТюльпанова революція 24 березня 2005, що завершила 15-річне правління Аскара Акаєва (1990–2005) . Новим президентом став Курманбек Бакієв (2005–10), якому не вдалося стабілізувати становище в країні.
Бакієв був скинутий під час чергової революції 7 квітня 2010 . Влада перейшла тимчасовому уряду на чолі з лідером минулого революції Розою Отунбаєвою. Сутички між прихильниками нової та старої влади спровокували міжетнічний конфлікт між киргизами і узбеками на півдні країни, в ході якого загинуло понад 200 осіб, а сотні тисяч узбеків залишили країну.
27 червня 2010 в Киргизстані пройшов референдум, на якому було підтверджено повноваження Рози Отунбаєвої як глави держави на перехідний період до 2011 року, а також була прийнята нова Конституція, яка стверджує в країні парламентську форму правління.
30 жовтня 2011 пройшли вибори президента, з 16 кандидатів перемогу здобув А. Атамбаєв з 63,24 % голосів. Всього проголосувало близько 1858 596 (61,28 %) громадян.